# Alain Soral
Alain Soral (pseudônimo de Alain Bonnet, 2 de outubro de 1958, França) é um escritor, sociólogo, ensaista, jornalista, realizador e instrutor de boxe. Alain Soral é diretor da Égalité et Reconciliation, think tank francês que tem produzido livros e debates sobre variados temas de interesse social na França.

## Biografia
Alain Bonnet nasceu em Aix-les-Bains em 1958, crescendo nos subúrbios de Annemasse e mudando-se para Meudon aos doze anos para estudar numa reputada escola católica, o Collège Stanislas de Paris. No seu site pessoal, Alain Soral aponta 1976 como o início da sua carreira de "agitador". É o ano em que atinge a maioridade, mas também o ano em que se sai da conflituosa casa de seus pais.
Em 1978 entra nas Belas Artes de Paris e apaixona-se pela poesia e pela filosofia. A partir de 1980 frequenta salas de boxe. É acolhido por uma família de universitários, sendo admitido como estagiário na École des Hautes Études en Sciences Sociales, e publica em 1984 o ensaio de sociologia popular Les Mouvements de Mode expliqués aux parents, traduzido em japonês no ano seguinte. Apesar do sucesso da obra, Alain Soral desentende-se com os seus mentores, decidindo viver no campo, onde mantém uma ativa produção literária.
Na década de 1990 escreveu e dirigiu seu primeiro curta-metragem autoral, Chouabadaballet, une dispute amoureuse entre deux essuie-glaces. Após um período como jornalista no Zimbábue, lançou Les Rameurs, misère affective et culture physique à Carrière-sur-Seine, e na mesma época se interessou por autores como Marx, Lukács, Goldmann e Wallon, envolvendo-se com o Partido Comunista Francês. Em 2000 realiza seu primeiro filme de longa metragem, Confession d'un dragueur, baseado em seu ensaio anterior Sociologie du dragueur. Em 2002 publica Jusqu'où va-t-on descendre? (abécédaire de la bêtise ambiante), o livro que inaugurará o seu sucesso de vendas.
Não obstante ameaças de morte, as agressões, e a censura midiática que tem sofrido, o movimento de apoio àquilo que os seus simpatizantes consideram um combate insubmisso e subversivo ao pensamento politicamente correto cresce na blogosfera.

## Pensamento e obra
Alain Soral é um personagem polêmico do panorama intelectual francês: para uns um provocador, para outros, um defensor de um pensamento livre da ideologia dominante. Considera-se um marxista, apesar de afiliar-se com personalidades conservadoras como Marine Le Pen. Dedica-se à crítica daquilo que entende ser a ideologia dominante nos media franceses, e milita a favor da liberdade de expressão e de pensamento no país.
Soral denuncia o sionismo internacional, apontando o domínio de certa elite vinculada a Israel na economia mundial, como uma nova classe dominante composta por financistas parasitários, em detrimento dos produtores imediatos de riquezas. Ele está relacionado com os grupos nacionalistas que ressurgem na Europa e com tradicionalistas, apontando o iluminismo como um sintoma de decadência.
Sua editora foi condenada em 2013 a retirar de circulação livros de cunho considerado antissemita, por tribunal que nestes viu  "ofensa contra um grupo de pessoas por serem membros de uma religião especifica e negação de crimes contra a humanidade", e também "incitação ao ódio extremo". Soral foi também condenado criminalmente em 2014 por difamação, no processo do jornalista Frédéric Haziza.
Este autodenominado "sociólogo popular" é sobretudo conhecido pela sua ideia de que as sociedades modernas estão a sofrer um processo de feminização diretamente ligado ao desenvolvimento do modelo capitalista importado dos Estados Unidos da América. Seu argumento se assenta na premissa de que a identificação do desejo com a liberdade individual é um produto das sociedades de consumo, cuja maior fonte de lucro são as mulheres. Analisando a evolução de fenômenos como o feminismo e a homossexualidade, ou ainda a imigração islâmica, Alain Soral afirma-se um crítico do comunitarismo e das relações de poder que certos grupos exercem nas democracias republicanas, nomeadamente em França.
No dia 1 de dezembro de 2006, Alain Soral oficializou no seu site o apoio à candidatura de Jean-Marie Le Pen nas presidenciais francesas. Reafirmando a sua ligação ao marxismo, o antigo membro do Partido Comunista acredita que o futuro da Frente Nacional francesa é a viragem à esquerda popular. No dia seguinte, o escritor foi expulso do edifício da Science Po de Paris, tendo o diretor do estabelecimento informado a polícia de que a presença de Alain Soral era indesejada.

## Pensadores relacionados
- Michel Clouscard
- Alain de Benoist
- Jean-Claude Michéa